# Albino Gorno
Albino Gorno (nascut a Cremona) fou un pianista i compositor italià.
El 1811/12 acompanyà Adelina Patti en la seva gira per l'Amèrica del Nord i després fou nomenat professor de piano del Col·legi de Música de Cincinnati, càrrec que desenvolupà durant molts anys.
Se li deuen: La festa dei montanari, fantasia per a orgue, piano i orquestra; Arabian Legend fantasia per a piano i orquestra; Marinaresca, per a piano i orquestra i altres composicions instrumentals; dues Avemaria, per a veus i orquestra; l'òpera Cuore e Patria (Milà, 1881) i nombroses melodies vocals.